# Хайбери (кратер)
Хайбери (англ. Highbury) — ударный кратер на Земле, расположен в Северный Матабелеленд, Зимбабве.
Круговая структура была выявлена немецкими геологами на изображениях в 1985 году. Образовавшийся в результате удара кратер имеет диаметр около 20 километров.
Возраст кратера оценивается в более чем 1 млрд лет (1034 ± 4 млн лет).